# 톰 허버트

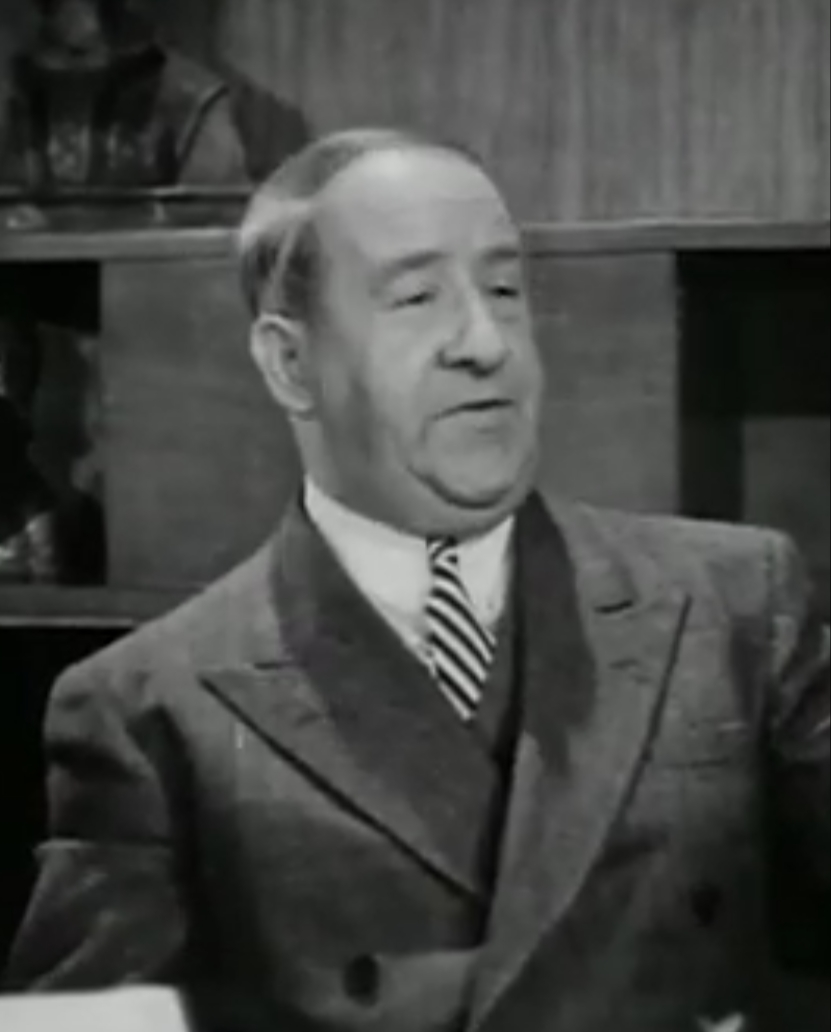

톰 허버트(Tom Herbert, 1888년 11월 25일 ~ 1946년 4월 3일)는 미국의 배우이자 영화 배우이다. 뉴욕에서 태어났으며 로스앤젤레스에서 사망하였다.

## 영화
- 어롱 케임 존스 (1945년)
- 쉐인 온 하베스트 문 (1944년)
- 벨 오브 더 유콘 (1944년)
- 딕시 (1943년)
- 두 얼굴의 여인 (1941년)
- 와이프 대 비서 (1936년)
- 창공을 달리는 사랑 (1936년)
- 메리 위도우 (1934년)
- 헐리우드 파티 (1934년)